# 비호레프카

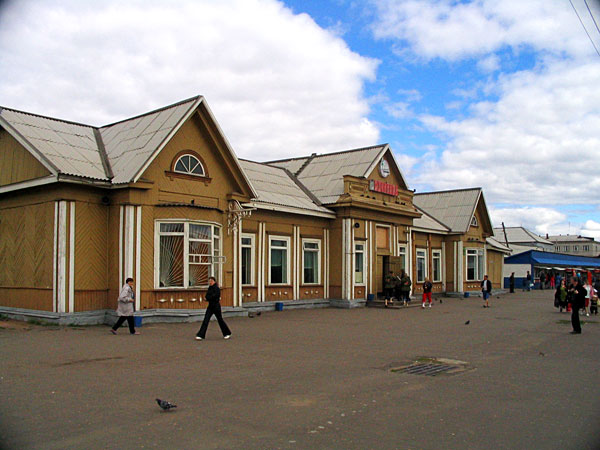

비호레프카(러시아어: Вихоревка)는 이르쿠츠크주 브라츠키군에 속한 도시이름이다. 인구는 2만 4,800명(2003년)이다. 비호레프카강(안가라강의 지류)이 흐르고, 916 km지점에 이르쿠츠크가, 26 km지점에 브라츠크가 위치해 있다.